# Mentor-on-the-Lake
Mentor-on-the-Lake – miasto w Stanach Zjednoczonych, w północno-wschodniej części stanu Ohio, na wybrzeżu jeziora Erie.
Liczba mieszkańców w 2000 roku wynosiła 8127.